# Chemofobia
Col termine chemofobia, letteralmente "paura della chimica", si intende generalmente l'assunzione irrazionale che tutte le sostanze chimiche siano dannose e nocive, mentre tutte le cosiddette "sostanze naturali" siano buone e salutari. 
Si tratta di un concetto strettamente affine alla fallacia naturalistica o appello alla natura (argumentum ad naturam), una fallacia logica secondo cui una cosa è buona perché è "naturale", o cattiva perché è "innaturale".

## Descrizione
Questo atteggiamento non tiene conto del fatto, del tutto pacifico, che "la tossicità di una molecola [...] non dipende assolutamente dal procedimento utilizzato per sintetizzarla ma solo dalle sue caratteristiche intrinseche".
Chi soffre di tale fobia ignora o rifiuta di accettare che col termine sostanza chimica si intenda una qualsiasi sostanza pura, e che quindi, tralasciando la materia subatomica, ogni cosa presente nell'universo è costituita da sostanze chimiche. Il soggetto chemofobico è in realtà convinto che le "sostanze chimiche" siano solo le sostanze di sintesi o di semisintesi, che siano velenose a qualsiasi dose e che non possano apportare alcun beneficio all'organismo, mentre assume irrazionalmente che le "sostanze naturali" (definizione di uso colloquiale non prevista dalla nomenclatura chimica) siano solo quelle sostanze di origine biosintetica che non siano state in alcun modo manipolate artificialmente, comprendendo in tale categoria, paradossalmente, anche tutti gli xenobiotici biosintetici altamente tossici per l'organismo umano.

## Definizioni e uso
L'utilizzo più frequente del termine chemofobia è analogo a quello di omofobia: l'espressione di un pregiudizio, o di una paura irrazionale. In questa accezione, la chemofobia rientra tra le tecnofobie.
Alcune fonti definiscono la chemofobia come una fobia specifica, benché la maggior parte delle fonti (tra cui l'Oxford Dictionary of Psychology) non la annoveri tra le condizioni psicologiche.